# Nước mía

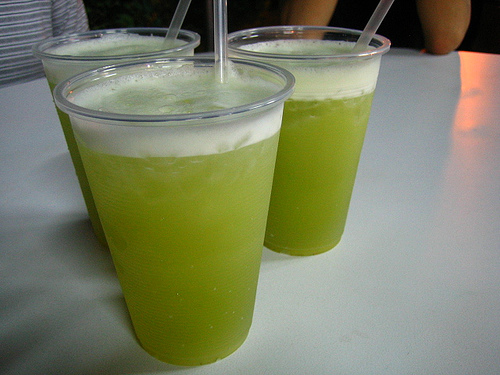
Ba ly nước mía.

Nước mía là một loại thức uống giải khát được làm từ mía bằng phương pháp ép cây mía để lấy nước. Loại đồ uống này được phổ biến ở châu Á, Đông Nam Á và Châu Mỹ Latinh. Nước mía là thứ đồ uống được ưa chuộng vì có tác dụng giải nhiệt và giá thành rẻ. Khi ép mía lấy nước, người ta cho vào thêm trái chanh hoặc cam, dứa nhưng phần lớn là sử dụng quất (hay còn gọi là trái tắc, trái hạnh) để tăng thêm hương vị cho nước mía nhờ đó mà dễ uống, đã có nhiều người chuộng giải khát bằng nước mía vào mùa nắng nóng.

## Công dụng
Trong nước mía có nhiều đường cộng với nước và đá (cho thêm vào) giúp con người giải nhiệt vào những ngày hè. Nước mía lợi tiểu, giải rượu. Có nhiều kinh nghiệm dùng nước mía để chữa bệnh và bồi bổ sức khoẻ, cụ thể là: dùng nước mía có pha nước gừng tươi để chữa chứng nôn mửa, nôn khan rất hiệu nghiệm. Khi viêm kết mạc cấp tính nên uống nước mía có hoà lẫn nước sắc hoàng liên để giúp chống viêm, tiêu sưng và giảm đau nhanh chóng; với các bệnh lý hô hấp có biểu hiện môi khô họng khát, ho khan, có cảm giác sốt nhẹ về chiều, hay ra mồ hôi trộm, đại tiện táo kết... nên ăn cháo nấu bằng nước mía để thanh hư nhiệt, nhuận phế, chỉ khái và trừ đàm...

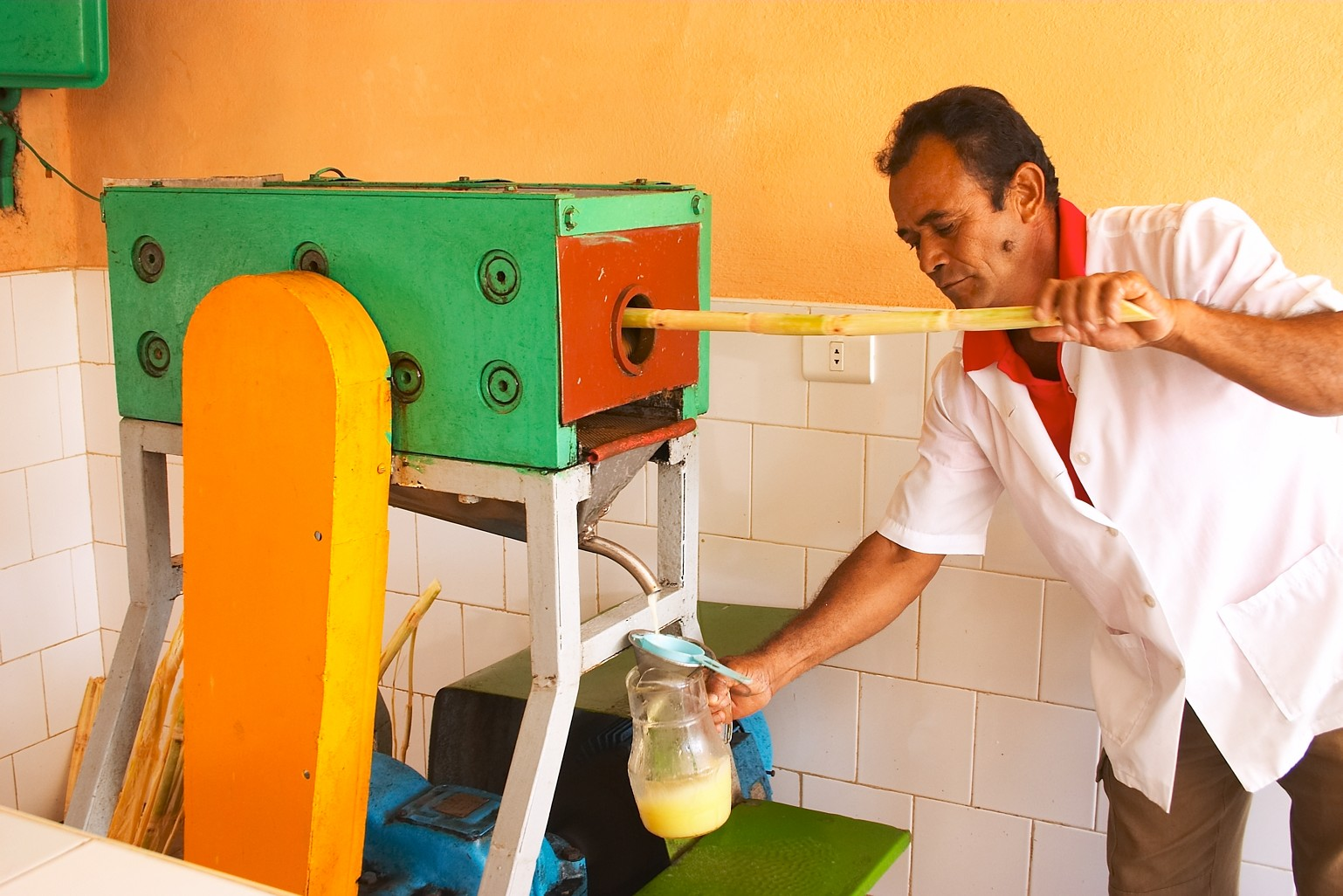
Sản xuất nước mía.

Mía và nước mía là đồ ăn thức uống rất tốt nhưng nếu để quá lâu hoặc bảo quản trong điều kiện không thích hợp thì rất dễ là môi trường thuận lợi cho vi sinh vật gây bệnh phát triển, có thể dẫn đến tình trạng nhiễm khuẩn. Vả lại, mía tính lạnh và hàm lượng đường rất cao nên những người tỳ vị hư yếu, hay đầy bụng đi lỏng và những người mắc bệnh tiểu đường không nên uống nhiều nước mía. Nếu dùng quá nhiều nước mía sẽ dẫn tới béo phì vì cơ thể thừa năng lượng.

## Trên thế giới

### Ấn Độ

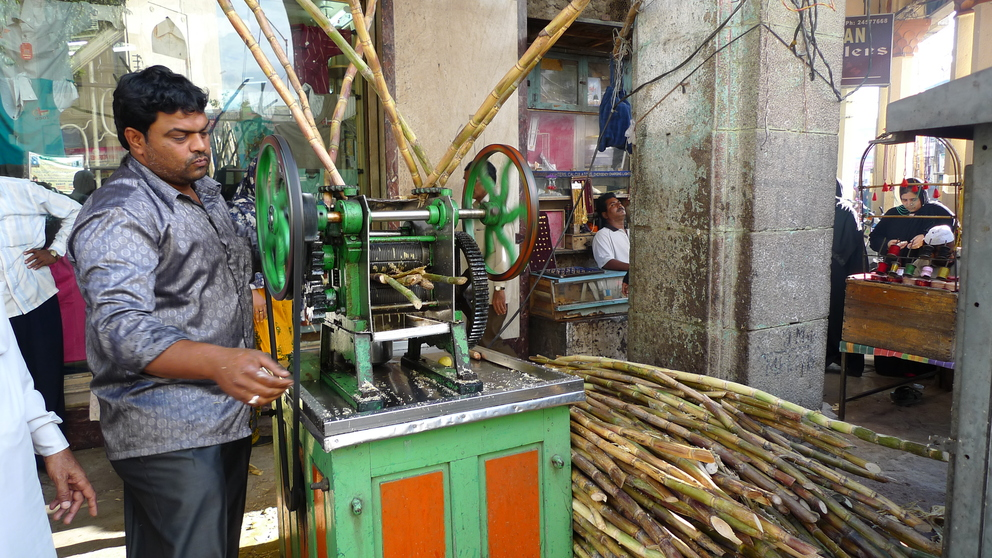
Một quầy bán nước mía tại Hyderabad, Ấn Độ.

Nước mía là một thức uống phổ biến ở Ấn Độ, đặc biệt tại các bang như Karnataka, Gujarat, Maharashtra, Andhra Pradesh, Tamil Nadu, Punjab, Haryana, Himachal Pradesh, Rajasthan, Odisha và Uttar Pradesh. Nó được gọi là "Kabbina Halu" hay "Kabbina rasa" trong tiếng Kannada. Ở Andhra, nước mía có tên "Cheruku rasam" trong tiếng Telugu. Trong tiếng Marathi và tiếng Hindi ở Maharashtra nó lần lượt có tên "oosacha ras" và "ganne ka ras" ('ras' là "nước ép" còn 'oos' và 'ganna' là "mía"). Ở Đông Punjab nước mía có tên là roh. "Akhu" là tên của loại đồ uống này ở Odisha. Người dân thích uống nước mía trong những tháng hè. Một vài thành phần có thể được thêm vào như chanh, gừng, bạc hà và đá. Những người bán "Oosacha ras" thường thấy quanh năm ở các thành phố như Mumbai, Maharashtra. Có thể thấy loại đồ uống này dọc các con đường ở Punjab từ giữa tháng ba đến cuối tháng mười. Hầu hết người bán đều chế biến nước mía nhanh chóng theo yêu cầu.

### Hồng Kông
Tại Hồng Kông, những hàng quán đường phố đã bắt đầu bán nước mía từ thập niên 1970. Mức độ phổ biến của nó dẫn tới nước mía được đóng chai và bán trong các siêu thị như ParknShop.

### Việt Nam
Ở Việt Nam, nước mía đã thành một thứ đồ uống giải khát quen thuộc, có thể bắt gặp hình ảnh của các quán nước mía tại khắp nơi. Bán nước mía là nghề dễ kiếm tiền, vốn đầu tư ít, không tốn công và cho thu hồi nhanh nên nhiều người mở quán. Với phương tiện hành nghề khá gọn nhẹ, gồm một chiếc xe ép nước mía di động và một số chiếc bàn, ghế nhựa loại nhỏ, không khó để có thể nhận ra ngày càng có nhiều cửa hàng nước mía mọc lên ở các vỉa hè trên hầu khắp các tuyến đường từ thành phố đến các thị xã, thị trấn.
Các máy ép nước mía phải quay bằng tay nhưng người dân lại tự chế gắn thêm mô tơ để nó chạy bằng điện cho nhanh, tiện lợi. Vì thế, khi máy chạy yếu, người làm cố đẩy mía vào sâu, rất dễ theo đà bị máy cuốn cả tay vào trong. Đã có trường hợp quay nước mía xảy ra tai nạn. Một số người đã có nghiên cứu đầu tư kinh doanh nước mía, chế biến nước uống đóng chai hay lon.
Một vấn đề tồn tại là việc chế biến nước mía mất vệ sinh. Đằng sau những ly nước mía là khâu chế biến rất bẩn. Nhiều xe nước mía này bán ở vỉa hè, sát lề đường nên bụi bám vào nước mía, bám vào mía do xe cộ qua lại, các xe nước mía khi ép mía xong là đổ đống phía dưới máy ép mía, những cây mía được róc sạch vỏ được để đại đâu đó gần xe, không được để trong thùng kín nên đã bị bụi, cát bẩn bám vào, ruồi từ xác mía lại bay sang và bám lên cây mía. Điều này dễ dàng dẫn tới sự truyền nhiễm vi sinh vật và gây ra các mầm bệnh như giun, sán. Ly uống nước mía của khách được rửa đi rửa lại nhiều lần trong xô nước đó.